# Pat Lam
Patrick Richard Lam (Auckland, 29 settembre 1968) è un allenatore di rugby a 15 ed ex rugbista a 15 neozelandese e internazionale per Samoa, attivo in carriera nel ruolo di terza linea centro.
Terminata la carriera di giocatore nel 2002 è diventato allenatore e dal 2017 è director of rugby di Bristol.

## Palmarès

### Giocatore
- Premiership: 1
Newcastle Falcons : 1997-98
- Heineken Cup: 1
Northampton Saints: 1999-2000

### Allenatore
- National Provincial Championship: 2
Auckland 2005, 2007
- Pro12: 1
Connacht 2015-16
- Challenge Cup: 1
Bristol: 2019-20